# Ambjörn
Ambjörn, är ett mansnamn av nordiskt ursprung, och en yngre form av namnet Arnbjörn, Detta i sin tur av fornsvenska Arnbiorn eller Anbiorn. Den 31 december 2015 bar 509 män namnet Ambjörn, varav 148 hade det som tilltalsnamn.

## Etymologi
Ambjörn är modern form av fornsvenska Arnbiorn eller Anbiorn. I Norge, Danmark och på Färöarna är gängse formen Arnbjørn. På Island skrivs namnet Arinbjörn eller Arnbjörn.
Namnet är bildat av de fornnordiska orden ǫrn 'örn', och bjǫrn 'björn'.

## Varianter
Besläktade namn kan möjligtvis även inkludera Abjörn och Åbjörn, men dessa kan vara varianter till Esbjörn (se vidare denna sida).

## Utbredning
Arnbiôrn och liknande namn finns dokumenterat om olika personer genom runinskrifter från vikingatiden, då namnet var till synes vanligt, men antagligen inte bland de allra mest brukade namnen i Norden på den tiden. Äldsta beläggen för namnet Arnbjörn i Sverige är från år 1380. Arnbjørn var ett vanligt namn i Norge på medeltiden. Över 40 olika personer med namnet är omnämnda i Regesta Norvegica.

## Ortnamn
Det finns en mängd ortnamn som innehåller namnet Ambjörn:
- Ambjörnhagen, småort i Göteborgs kommun, Västergötland.
- Ambjörnarp, tätort i Tranemo kommun, Västergötland.